# ルーク・スミス
ルーク・スミス（英語: Luke Smith、1990年8月30日 - ）は、オーストラリアの男子バレーボール選手である。

## 来歴
インドネシアのジャカルタ出身。オーストラリアで育つ。
2012年、オーストラリア代表としてロンドンオリンピックに出場。以降もオーストラリア代表として多くの国際大会に出場する。
2023年、V.LEAGUE DIVISION1 MEN（V1男子）に所属するヴォレアス北海道に入団し、1シーズンプレーした。

## 球歴
- オーストラリア代表
  - オリンピック - 2012年
  - 世界選手権 - 2014年、2018年
  - ネーションズリーグ - 2018年、2019年、2021年
  - アジア選手権 - 2011年、2017年、2019年
  - ワールドカップ - 2019年
  - ワールドリーグ - 2014年、2016年、2017年

## 所属チーム
- 西オーストラリア大学（2008-2009年）
- オーストラリア国立スポーツ研究所（2009-2010年）
- リンシェーピングVC (sv) （2011-2012年）
- バレー・コリリアーノ (it) （2012-2013年）
- Kocouři VAVEX Příbram（2013-2014年）
- TSV Herrsching（2014-2015年）
- Hurrikaani Loimaa（2015-2017年）
- スポルティングCP (pt) （2017-2018年）
- Afyon Belediyesi Yüntaş GSK (tr) （2018年）
- クプルム・ルビン (pl) （2019年）
- ユナイテッド・バレーズ・フランクフルト (de) （2019-2020年）
- VK Lvi Praha (pl) （2020-2023年）
- ヴォレアス北海道（2023-2024年）